# 西辻未侑
西辻 未侑（にしつじ みう、2000年2月8日 - ）は、テレビ新潟（TeNY）のアナウンサー。

## 来歴・人物
- 生い立ち : 2022年3月、上智大学外国語学部ポルトガル語学科卒業。 同年4月、テレビ新潟（TeNY）入社。
- 趣味 : 歌う事、旅する事。
- 特技 : 新体操を10年間やっていた。
- 光文社の雑誌『FLASH』が行った「地方局女子アナ推されランキング」において、「関東甲信越・1位」に選ばれた[2]。

## 担当番組
- 夕方ワイド新潟一番1部 - 火曜メイン、月曜サブMC、収録レシピコーナー、中継リポーター
- 新潟一番サンデープラス-中継レポーター、ナレーション
- TeNYニュース
- そんなわけで新潟（ここ）にいます。番組ディレクター[3]。

#01 2023年12月24日放送
#02 2024年3月24日放送
#03 2024年9月29日放送
#04 2025年3月23日放送